# 南京“7·28”爆炸事故
32°06′52″N 118°49′20″E / 32.11444°N 118.82222°E
南京“7·28”爆炸事故发生在北京时间2010年7月28日上午，位于江苏省南京市栖霞区的已废弃的南京塑料四厂在拆迁过程中被挖断了丙烯管道造成大量易燃的丙烯外泄，10时11分，丙烯和空气的混合物遇明火发生了剧烈爆炸。爆炸波及邻近的道路和居民区，造成重大伤亡。

## 事故经过

### 爆炸前后

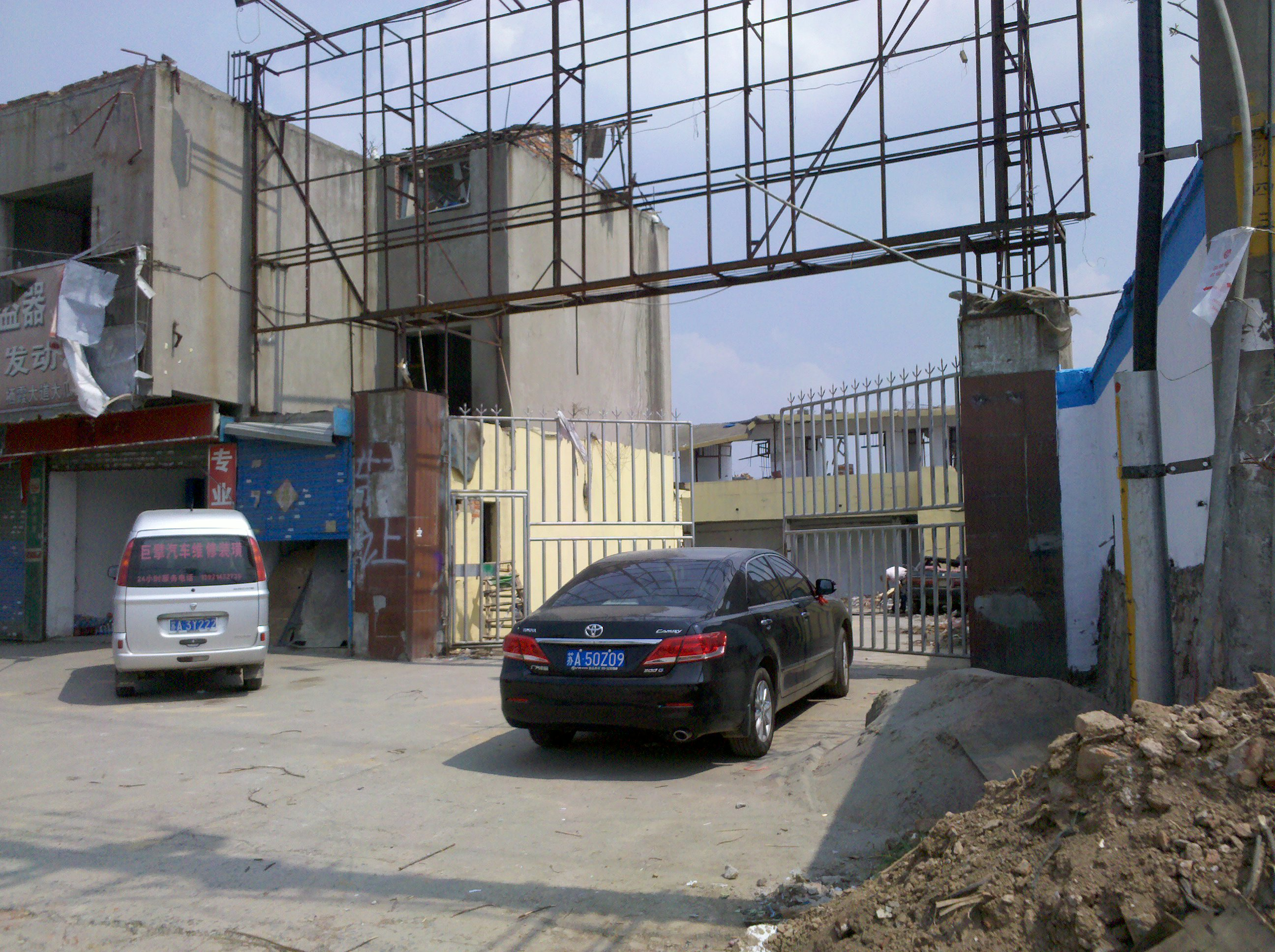
7·28爆炸冲击波对栖霞大道南侧的影响

2010年7月28日上午9时30分左右，一施工队在万寿村15号附近的南京塑料四厂停产厂区进行平整场地过程中挖断了一根南京烷基苯厂向江苏金浦集团金陵塑胶厂输送丙烯的管道导致丙烯泄漏，并与空气形成爆炸性混合物。
上午9时56分，属于辖区内的迈皋桥消防中队首先接到支队调动指令，该中队立即派出了3辆消防车、22名官兵火速赶往现场对管道泄露进行紧急救援。10时06分，中队的消防员赶到泄露现场，紧急疏散围观群众，此时现场已经是白雾一片。
在上午10时10分左右，76路公交车司机王飞驾驶着满载乘客的公交车行驶在迈化路上，在行驶到土岗路段时他闻到空气中有异味，他看到地面飘着的白雾，判断这是“化工气体”并认为可能会导致爆炸。他旋即打开车门疏散乘客，车上人员撤离后，王飞开始倒车准备离开。与此同时，76路公交车司机高广明也驾车达到土岗路段，高广明闻到了异味准备停车时，车辆突然自动熄火。高广明认为有气体泄漏，马上就让乘客迅速撤离。
上午10时11分左右，附近一小饭馆产生明火，泄漏的丙烯与空气的混合物遇明火发生剧烈爆炸。爆炸发生处附近建筑在瞬间内遭到严重损毁，沿街的简易棚房和楼房顶层的自建简易房基本坍塌，栖霞大道对面燕华花园马路一侧的数栋居民大楼，所有房屋的玻璃全被震碎，屋内一片狼藉。附近一座通讯塔被炸毁搜救人员在现场找到5具尸体。

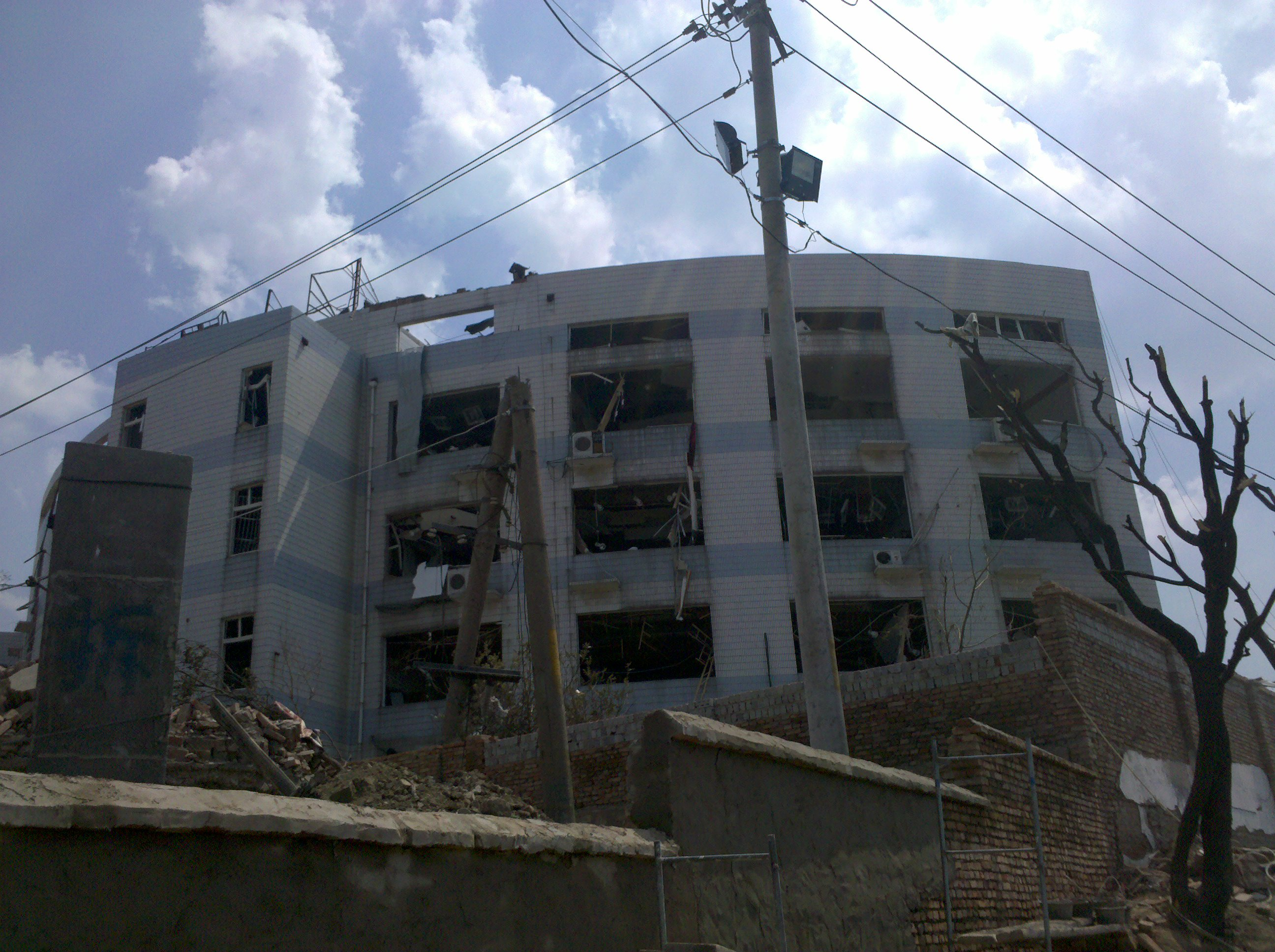
7·28爆炸冲击波对建筑外部产生的破坏

许多南京市民感到疑似地震的水平晃动，并看到烟雾，市内中央门地区的震感也尤为强烈，十多公里以外都可以看见升上半空的火焰和黑烟。
王飞在倒车过程中遭到了冲击波的袭击，车窗玻璃遭到了爆炸溅射出的石块的袭击，而高广明的76路车在爆炸中被烧到只剩空壳。

### 救治与伤亡情况

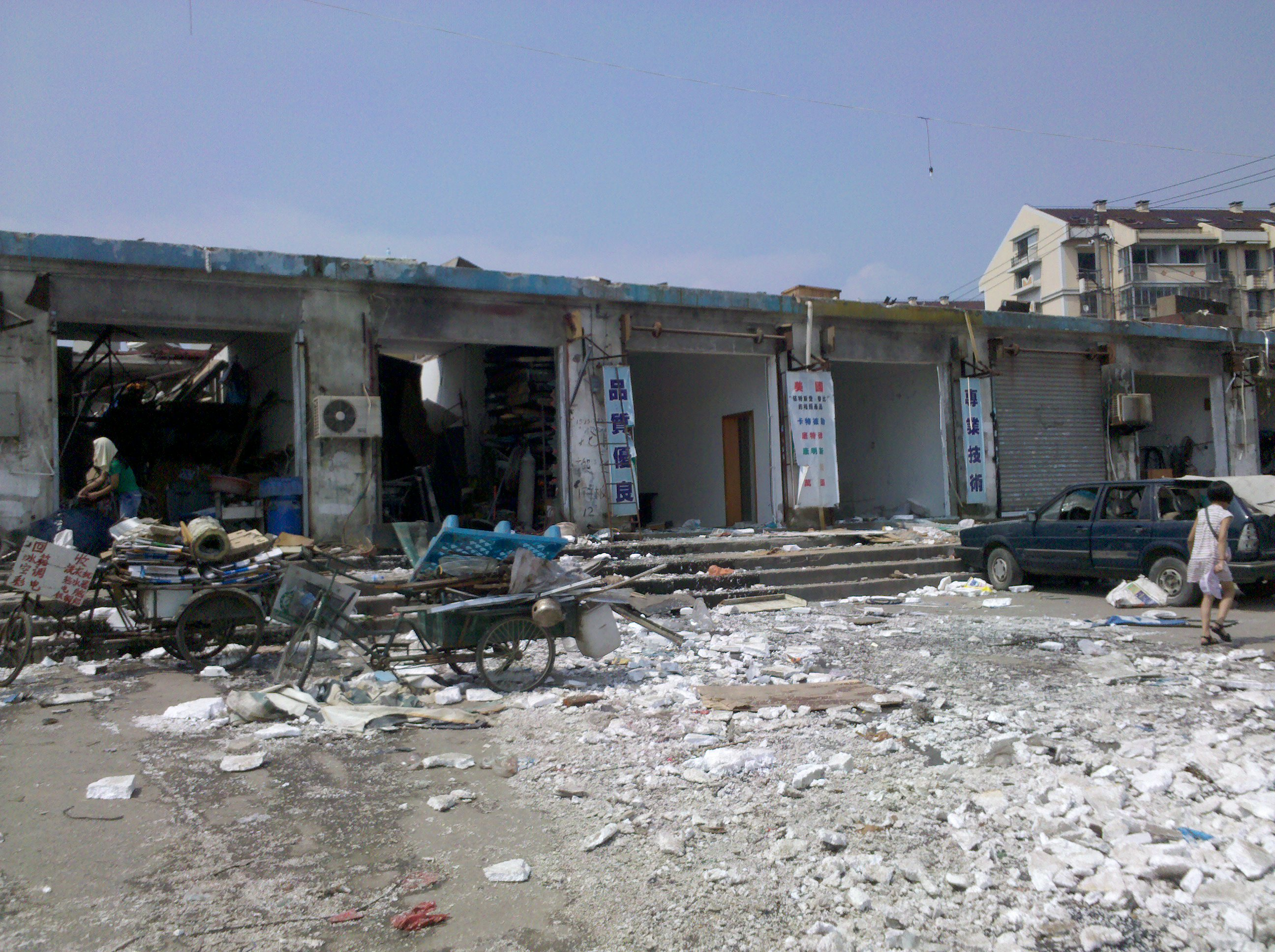
7·28爆炸冲击波对栖霞大道北侧的影响

爆炸发生后，伤员被紧急送往离事发地点最近的迈皋桥医院、武警医院和江苏省中西医结合医院救治。由于受伤人数太多，这三家医院很快饱和，其他伤员以及重伤员被送往鼓楼医院、东南大学附属中大医院、江苏省人民医院、南京军区南京总医院和南京市第一医院。根据现有的报道，各医院接收伤员的部分统计数字如下：
- 迈皋桥医院：近100人
- 武警医院：
- 江苏中西医结合医院：60-70人
- 鼓楼医院：84人
- 东南大学附属中大医院：131人，其中15人重伤、6人危重（截至28日下午4时）
- 南京军区南京总医院：33人，其中8人重伤、3人危重
- 江苏省人民医院：
- 南京市第一医院：

对于事故伤亡情况，中新网称至28日中午有300余人入院救治，其中52人重伤，28日晚CCTV报道称有12人遇难，15人伤势危重。29日南京市政府公布的死亡人数上升到13人，另有120人住院治疗，其中14名危重伤员已有3人脱离生命危险。有媒体質疑市政府发布的傷亡人數被低估，市政府则承认死伤人数统计不完整。
- 此事件使得附近医院血库告急，A、O型血紧缺[19]
- 事故周边的道路被管制。
- 29日中午，第二批赶来营救的南京新港消防中队队员从救援现场退下来吃午餐。一名队员说：“还有10多个人被埋在下面”。《潇湘晨报》记者在爆炸区寻找数次，因警察的阻隔没能找到救援地点，只是见到一名牵着三条狗的退下来的队员说“没有发现生命迹象”。[10]而南京市府29日公布的死亡人数（13人），比央视28日公布的死亡人数仅多1人。

## 事故责任

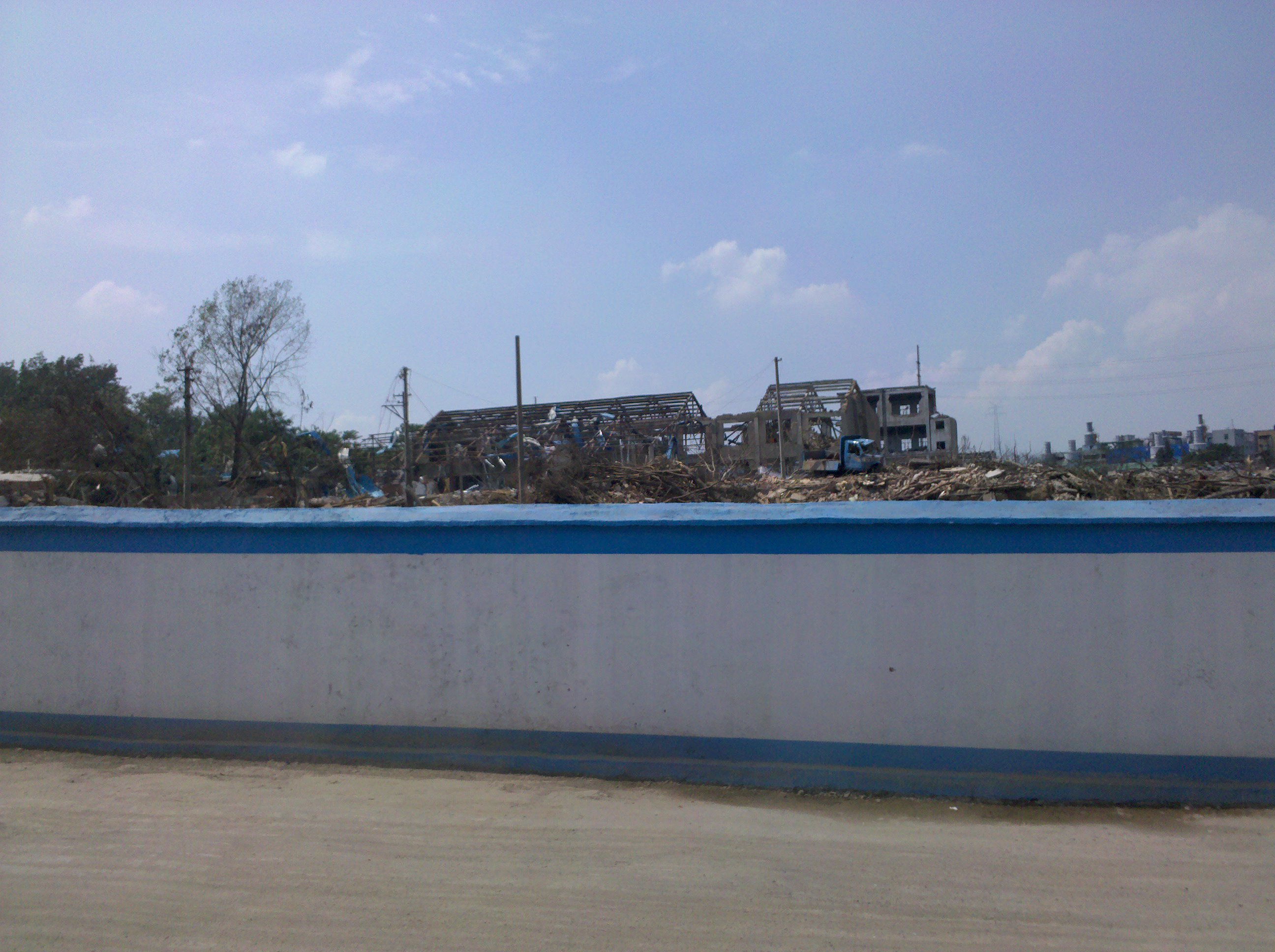
迈尧路爆炸一侧建筑受损严重，近乎摧毁，现场已被围墙包围。

- 7月29日，中标拆迁的扬州宏运基础配套公司邵殿军、实际负责拆迁的董来荣、在现场操作机械挖断丙烯管线的方强锋，以及南京金陵塑胶化工有限公司生产经营部副部长蒋山尊等4人被警方作为肇事者刑事拘留[20]。据调查，邵殿军、董来荣与方强锋之间存在亲属关系。在原计划的拆迁完成后。董来荣又计划将埋在地下的管道变卖换钱，并在以给与一半利益为条件换取邵殿军的同意后，指令方强锋进行管道的挖掘。又因蒋山尊工作的疏忽，对事故现场地下管道进行了错误地标注。从而造成易爆气体管道被破坏，其中的气体泄漏，继而引发爆炸的事故。[21][22]
- 2008年12月，邵殿军因行贿被判处有期徒刑1年，缓刑1年6个月。2004年江苏省人民检察院等四部门颁布的《江苏省工程建设领域行贿行为档案查询与处理办法（试行）》：“对于被判处有期徒刑以下刑罚的个人行贿犯罪案件……行贿数额满5万元，不满10万元的，一年内不得参加本省范围内的招投标活动。”但该项目法人并未按照规定禁止邵殿军参与招投标。[23]
- 事故发生地附近有多个居民住宅区，但分布着塑料厂、液化气厂、加油站、加气站等多家化工企业和密布地下的化工管线。在爆炸事故发生前，该地区曾发生多起火灾与可燃性气体泄漏事故。2009年，事故发生地附近计划新建了一座液化石油气加气站，引发了居民们拉横幅、喊口号等抗议活动，那一场抗争以居民失败，加气站顺利建成告终。当时，当地居民曾在网上写了不少文章，冀图获得舆论的关注和支持，一篇网帖中就曾断言“早晚会出事”。[24]

- 东南大学产业研究中心主任周勤教授认为，房子建到了安全距离之内，政府和企业负有不可推卸的责任。[25]

## 舆论和新闻管制
- 至少5份省属和市属报纸对此次大爆炸或是轻描淡写，或是闭口不谈，包括发行量居全国晚报三甲的《扬子晚报》。[26]
- 江苏电视台城市频道中午新聞在現場直播江苏省委书记梁保华的視察過程，當時有一位领导跑过来，质问正在直播的记者王吉强：“你叫什么名字，把电话给我。哪个让你们做直播的啊？”记者只得切断了信号，没能完成直播。打断直播的這位官员江苏省委办公厅副主任徐光辉至今没有道歉。[27]
- 中国国内网络上关于该直播门的视频几乎全被删除[28]。
- 南京市政府召开新闻发布会，通报事故情况。[29]
- 7月28日晚20时，CCTV新闻频道《东方时空》栏目的新闻《有害气体不会伤害环境和人员》称泄露的丙烯和焚烧产生的一氧化碳对人与环境无害[30]，该新闻的内容和矛盾的标题引起了一些网友的不满和讽刺。
- 7月29日，南京市民黄某因散布爆炸致数百人死的谣言，被警方根据《中华人民共和国治安管理处罚法》对其实施治安处罚。[31]

## 对死亡人数的质疑
官方公布死亡13人的数据是各方争议的一个焦点。《新闻晨报》报道，一名事发后在第一时间进入现场的市民对该报记者表示，他亲眼看见一间房屋倒塌后，全家六口仅有一人生还，此外附近“中华饭店”的16名员工仅有1人生还。在29日的新闻发布会会场，有记者对死伤数字表示怀疑，但未得到相关负责人正面回应。爆炸目击者，企业家陈光标在爆炸当天接受上海电视台采访时说，看见100多具尸体被抬出来，但8月2日又澄清说“100多具尸体”是“百十个伤员”的口误。国际在线28日中午的报道称，有300多人受伤、79人死亡，但稍后即将“死亡79人”改为“52人重伤”。《蘋果日報》则报道说一名网民说某当地医生说，医院要求他们尽力救治重伤者，并且让他们“撑过三天”。